# Port Austin
Port Austin es una villa ubicada en el condado de Huron en el estado estadounidense de Míchigan. En el Censo de 2010 tenía una población de 664 habitantes y una densidad poblacional de 246,04 personas por km².

## Geografía
Port Austin se encuentra ubicada en las coordenadas 44°2′33″N 82°59′42″O / 44.04250, -82.99500. Según la Oficina del Censo de los Estados Unidos, Port Austin tiene una superficie total de 2.7 km², de la cual 2.67 km² corresponden a tierra firme y (1.25%) 0.03 km² es agua.

## Demografía
Según el censo de 2010, había 664 personas residiendo en Port Austin. La densidad de población era de 246,04 hab./km². De los 664 habitantes, Port Austin estaba compuesto por el 96.08% blancos, el 0.15% eran afroamericanos, el 0.15% eran amerindios, el 1.05% eran asiáticos, el 0.6% eran isleños del Pacífico, el 0.45% eran de otras razas y el 1.51% pertenecían a dos o más razas. Del total de la población el 1.66% eran hispanos o latinos de cualquier raza.